# Gaztambide
Le quartier de Gaztambide est un quartier administratif de Madrid situé dans le district de Chamberí.
C’était à l’origine le quartier de Chamberí avec la plus grande présence de journaliers.
La Maison des Fleurs (Secundino Suazo) et l'Ecole La Salle sont situées dans le quartier.
D'une superficie de 50,6596 hectares, il accueille 23 353 habitants (Octobre 2019).